# Златоустово (Одесская область)
Златоустово (укр. Златоустове) — село в Березовском районе Одесской области Украины.

## География
Село находится на берегу Тилигульского лимана.

## Административное деление
Златоустово вместе с соседним селом Софиевкой входит в состав Златоустовского сельского совета.

## Инфраструктура
В селе Златоустово находится центральный офис агрофирмы «Маяк», которая расположена на территории Златоустовского сельского совета. С 1975 года — колхоз, потом КСП, а теперь агрофирму «Маяк» возглавляет Зинаида Михайловна Гришко — Герой Украины.
Также в Златоустово находится Златоустовская средняя школа I—III ступеней.
На территории села находятся: детский оздоровительный лагерь «Чайка», ФАП, дом культуры, библиотека. Проведена газификация населенного пункта.

## Галерея

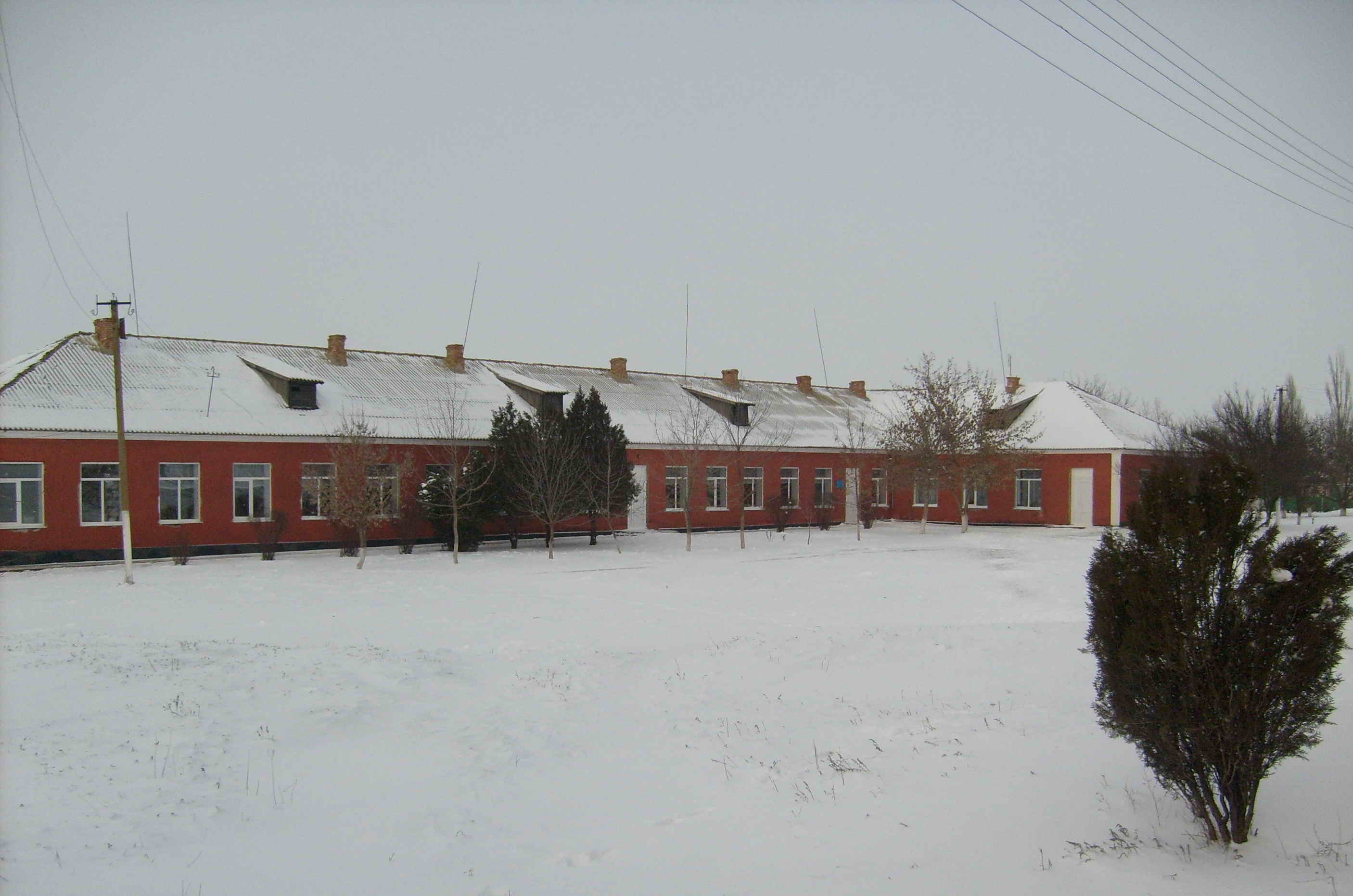
Школа
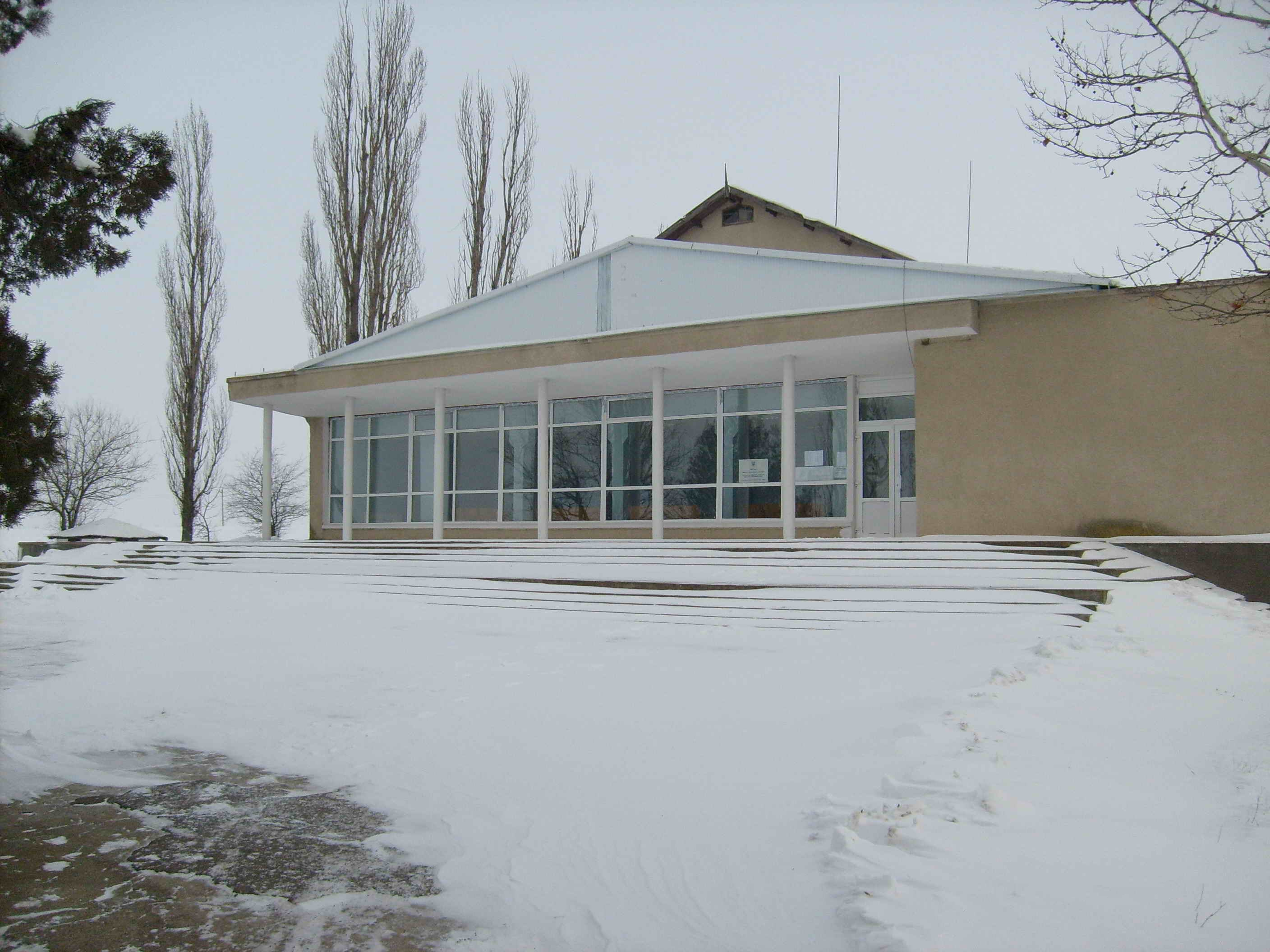
Дом культуры
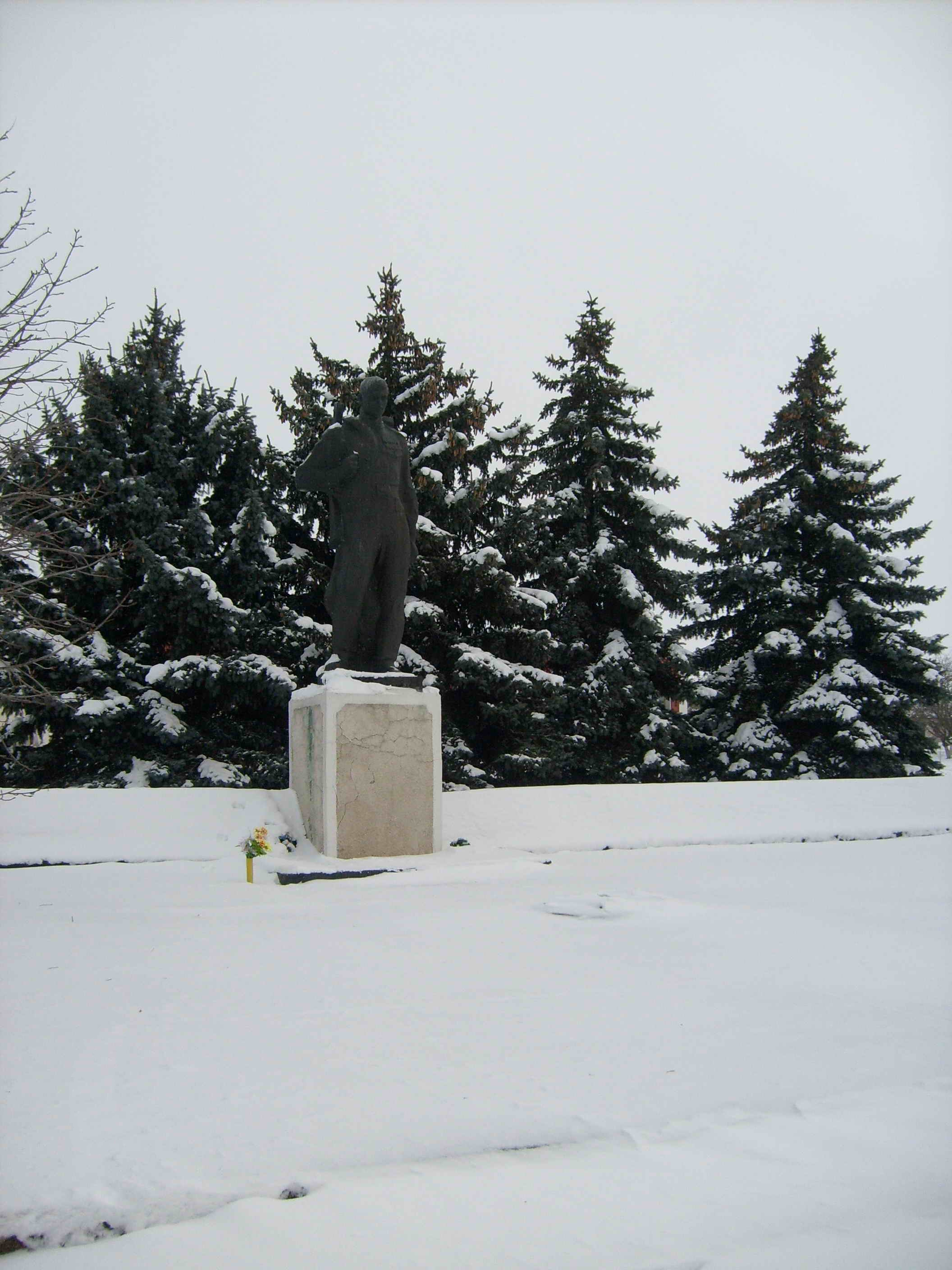
Памятник неизвестному солдату
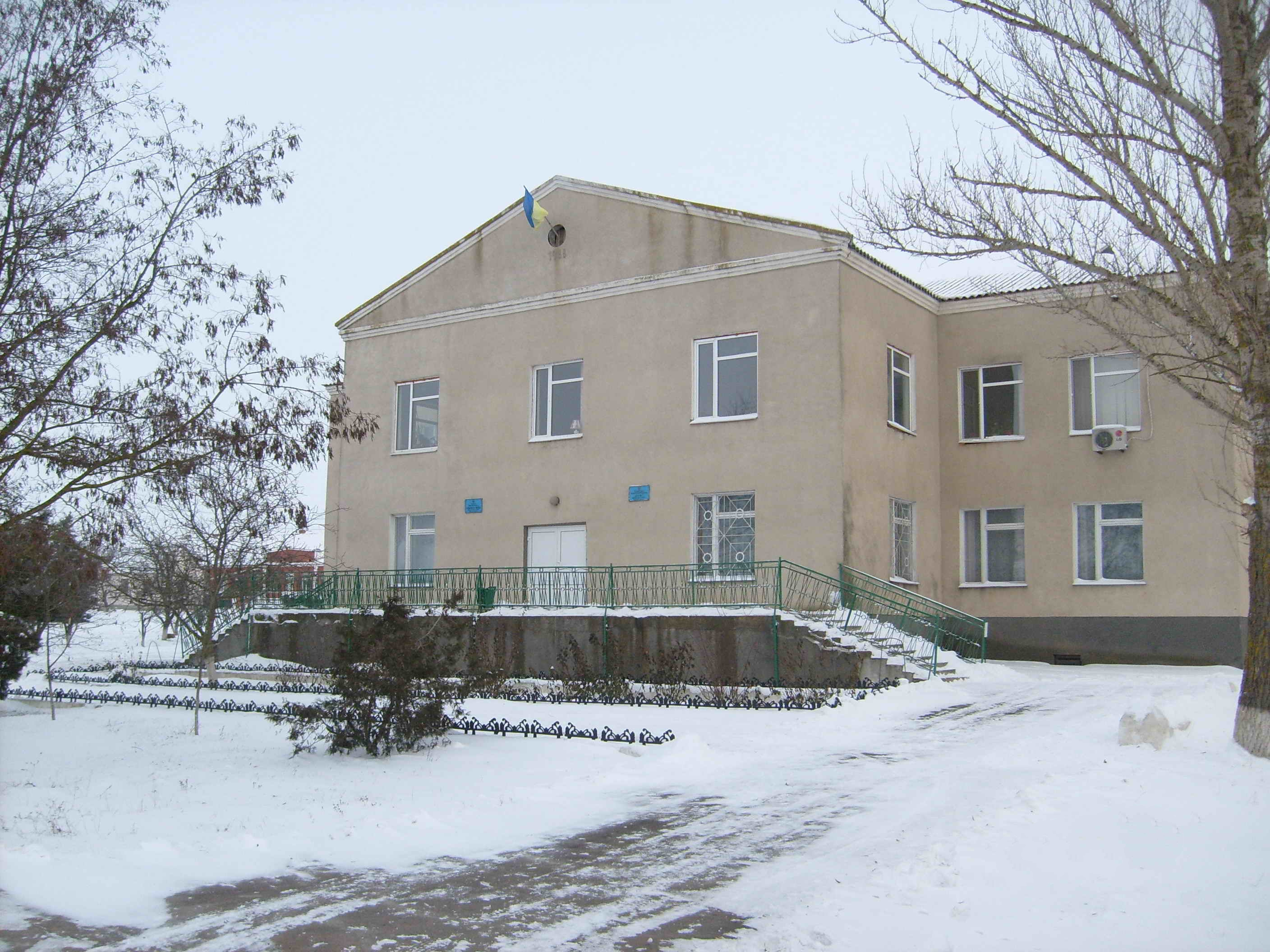
Административное здание